# 十字架堂 (卑尔根)
十字架堂（挪威語：Korskirken）是挪威卑尔根的一座路德宗教堂，位于市中心瓦根海湾（Vågen）东侧。卑尔根教区.该堂建于1150年，能容纳600人。
2002年以后，该堂已并入其他堂会，但每天仍对外开放，配备人员，让人们体验静默、点蜡烛、交谈、礼拜或听音乐。该堂还关注社会工作。
该堂以真十字架命名。它曾是挪威少数拥有真十字架遗物的教堂之一。宗教改革期间，遗物被丹麦国王盗走。

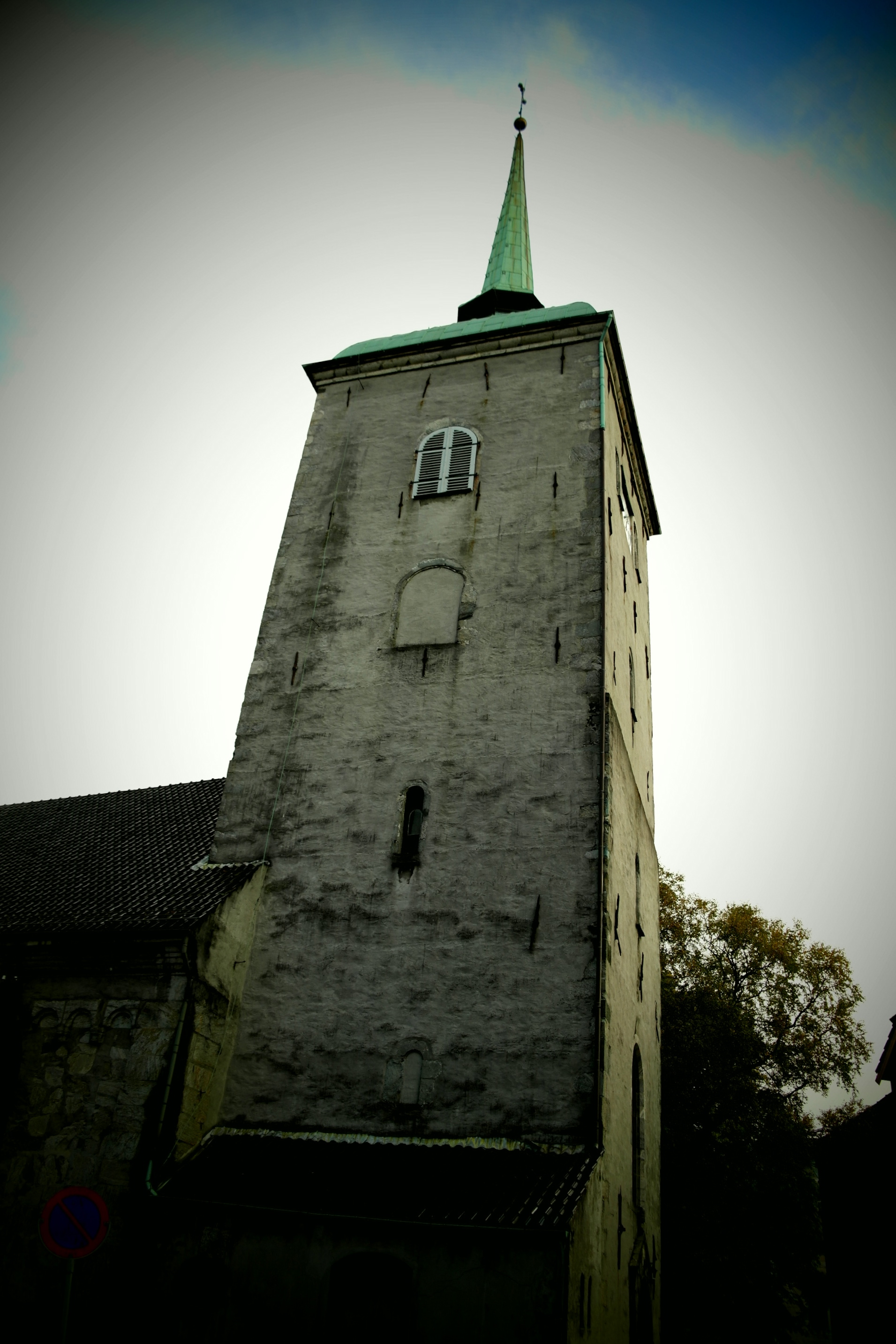
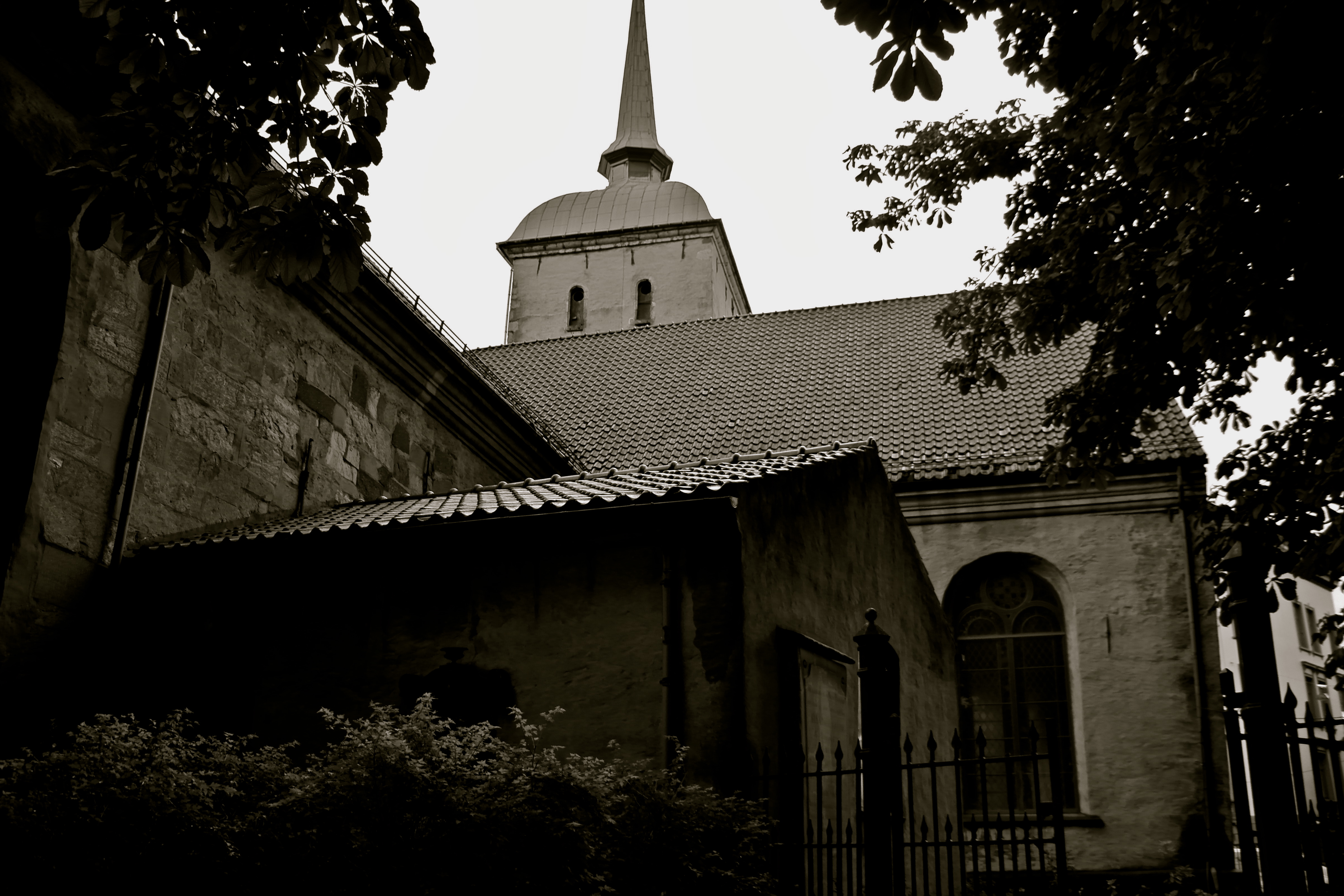
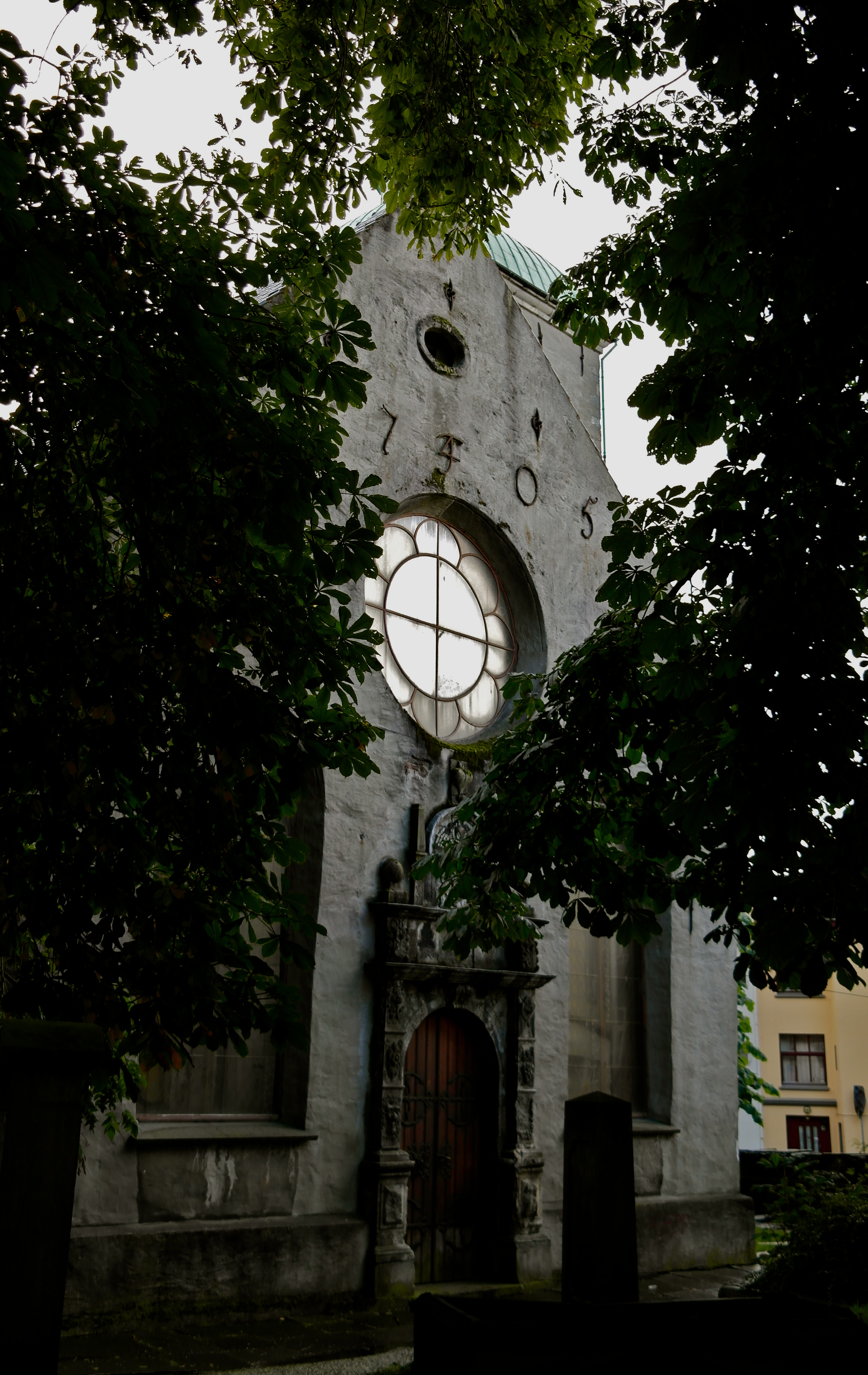